# Il falò delle vanità (romanzo)
Il falò delle vanità (tit. or.: The Bonfire of the Vanities, 1987) è un romanzo dello scrittore statunitense Tom Wolfe.
La storia è un dramma che tratta di ambizione, razzismo e avidità nella New York degli anni ottanta e si incentra su tre personaggi principali: Sherman McCoy, un giovane, arrogante finanziere di successo; il sostituto procuratore ebreo Larry Kramer e il giornalista britannico Peter Fallow.
Il titolo è ripreso da un episodio avvenuto a Firenze nel 1497 a opera del frate domenicano Girolamo Savonarola e noto come Falò delle vanità. Lungi dal proporre una riscrittura in chiave moderna dell'episodio, il titolo è un richiamo all'edonismo e al materialismo imperante nella Wall Street degli anni ottanta.

## Trama
La vicenda ruota intorno a Sherman McCoy, un finanziere di successo, marito di Judy e padre di Campbell, una bambina di sette anni; la sua carriera a Wall Street viene distrutta da un incidente automobilistico: tornando dall'aeroporto insieme alla sua amante Maria Ruskin - giunta a New York in aereo - i due si trovano persi nel Bronx. Di fronte a un vicolo cieco vengono presi dal panico e, quando due giovani ragazzi di colore - presunti teppisti - si avvicinano, una spaventatissima Maria Ruskin si mette alla guida per fuggire e, nella concitazione, travolge uno dei due, il diciannovenne Henry Lamb, mandandolo in coma.
Per evitare lo scandalo, nonostante McCoy le dica di chiamare la polizia, Maria non lo fa, e a quel punto non resta che darsi alla fuga. L'inchiesta giornalistica che ne segue vede in prima linea il tabloid City Light, che affida le indagini a un giornalista britannico semialcolizzato e trasandato, Peter Fallow. Questi segue il caso, sebbene sia scettico sulle reali motivazioni della sua inchiesta, che lui sospetta essere manovrata dietro le quinte dal reverendo Bacon, un leader religioso con ambizioni politiche in cerca di consenso presso la comunità nera di New York.
Grazie a un testimone che ha preso i primi due numeri della Mercedes di McCoy, Fallow scopre l'identità del proprietario dell'autovettura e inizia una campagna giornalistica in cui accusa velatamente il finanziere di essere il responsabile dell'investimento del giovane di colore. McCoy viene inquisito dal sostituto procuratore Larry Kramer, il cui capo, Abe Weiss, gli ha dato mandato di far di tutto per mandarlo in galera, in quanto sta inseguendo la riconferma e nulla più dell'arresto di un ricco bianco potrebbe valergli i voti della comunità nera.
Nonostante Maria taccia sulle sue responsabilità, Sherman, grazie a un investigatore da lui ingaggiato, verrà in possesso di un nastro, registrato tramite un microfono installato nell'appartamento del Bronx che un'amica di Maria aveva messo a disposizione della coppia per i loro incontri. Nella registrazione della conversazione di Maria Ruskin con McCoy, risalente a pochi minuti dopo l'incidente, si evince chiaramente che alla guida c'era la donna, la quale afferma anche che non vi era alcun bisogno di avvertire la polizia. Ma ormai McCoy è rovinato: la moglie sa che lui si incontrava con un'amante, la sinistra lo attacca, si scatena anche una rivolta fuori dal tribunale di New York, in poco tempo diventa l'uomo più odiato della città e facile bersaglio di tutto quel che i detrattori dell'edonismo reaganiano detestano.
L'epilogo vede un articolo del New York Times nel quale si dice che Fallow (nel frattempo insignito del Premio Pulitzer per l'inchiesta su McCoy) ha sposato una donna ricca, che Maria Ruskin è sfuggita al processo mentre McCoy, ormai squattrinato, è in attesa di processo per omicidio.

## Considerazioni storiche e sociali
Il romanzo si svolge in piena era reaganiana, ed eloquente (nella misura in cui un romanzo - descrivendo un'epoca e i suoi personaggi - assume valenza sociologica) è il conflitto di classe messo in scena tra i nuovi ricchi, divenuti tali grazie anche ad ardite speculazioni finanziarie, e i cittadini comuni, che prendono a pretesto la vicenda di McCoy per manifestare la propria insofferenza verso uno stile di vita che non hanno mai né condiviso né moralmente approvato (emerge qui un certo puritanesimo di fondo mai scomparso dalla società statunitense, in base al quale la ricchezza, anche la più esorbitante, non va mai esibita né arrogantemente vantata).
Dalla vicenda non emerge un personaggio positivo a tutto tondo, anzi, in qualche misura, ognuno vede smascherate le proprie debolezze, false certezze e vanità (da cui il titolo evocativo del romanzo): McCoy passa da un'arrogante sicumera alla rovina, Maria Ruskin si rivela un'opportunista che fa di tutto per sfuggire alle sue responsabilità, il procuratore non si preoccupa di cercare tanto il vero colpevole quanto un colpevole qualsiasi da dare in pasto all'opinione pubblica, il reverendo, lungi dal curare le istanze spirituali della sua comunità di fedeli, cerca solo di trar partito dalla vicenda facendone un trampolino di lancio per la sua carriera politica, e perfino il giornalista Fallow - che vincerà il Pulitzer - si rivela mosso da smisurata ambizione ed esperto navigatore di un mare infestato da pesci famelici. Il quadro che viene reso da Tom Wolfe - peraltro di simpatie repubblicane e moderatamente conservatrici - è quello di un ambiente nel quale si pratica l'inganno e la sopraffazione per non essere a propria volta ingannati e sopraffatti.
Nonostante la similitudine con molte figure pubbliche dell'epoca, Tom Wolfe - al suo primo libro di fiction dopo una lunga trafila di saggi - ha sempre sostenuto di aver costruito i suoi personaggi attraverso una sintesi dei comportamenti sociali in voga a quei tempi. Priva di fondamento - e mai confermata - è anche la supposizione che, per la figura di Fallow, Wolfe si sia ispirato al giornalista e scrittore Christopher Hitchens, anch'egli britannico residente in America con inclinazione all'alcool.
Il romanzo ebbe un enorme successo, perfino superiore a quello degli altri libri dello stesso Wolfe. Ne fu tratto l'omonimo film diretto da Brian De Palma, Il falò delle vanità (1990), interpretato da Tom Hanks, Melanie Griffith e Bruce Willis, il quale non godette né del plauso della critica né del successo al botteghino.

## Edizioni
- Tom Wolfe, The Bonfire of the Vanities, 1ª ed. originale, FSG (Farrar, Straus and Giroux), 1987.
- Tom Wolfe, Il falò delle vanità, 1ª ed. italiana, Mondadori, 1988, ISBN 88-04-31049-9.
- Tom Wolfe, Il falò delle vanità, 1ª ed. collana Oscar Mondadori, Mondadori, 1991, ISBN 88-04-34258-7.